# 泰內羅-孔特拉

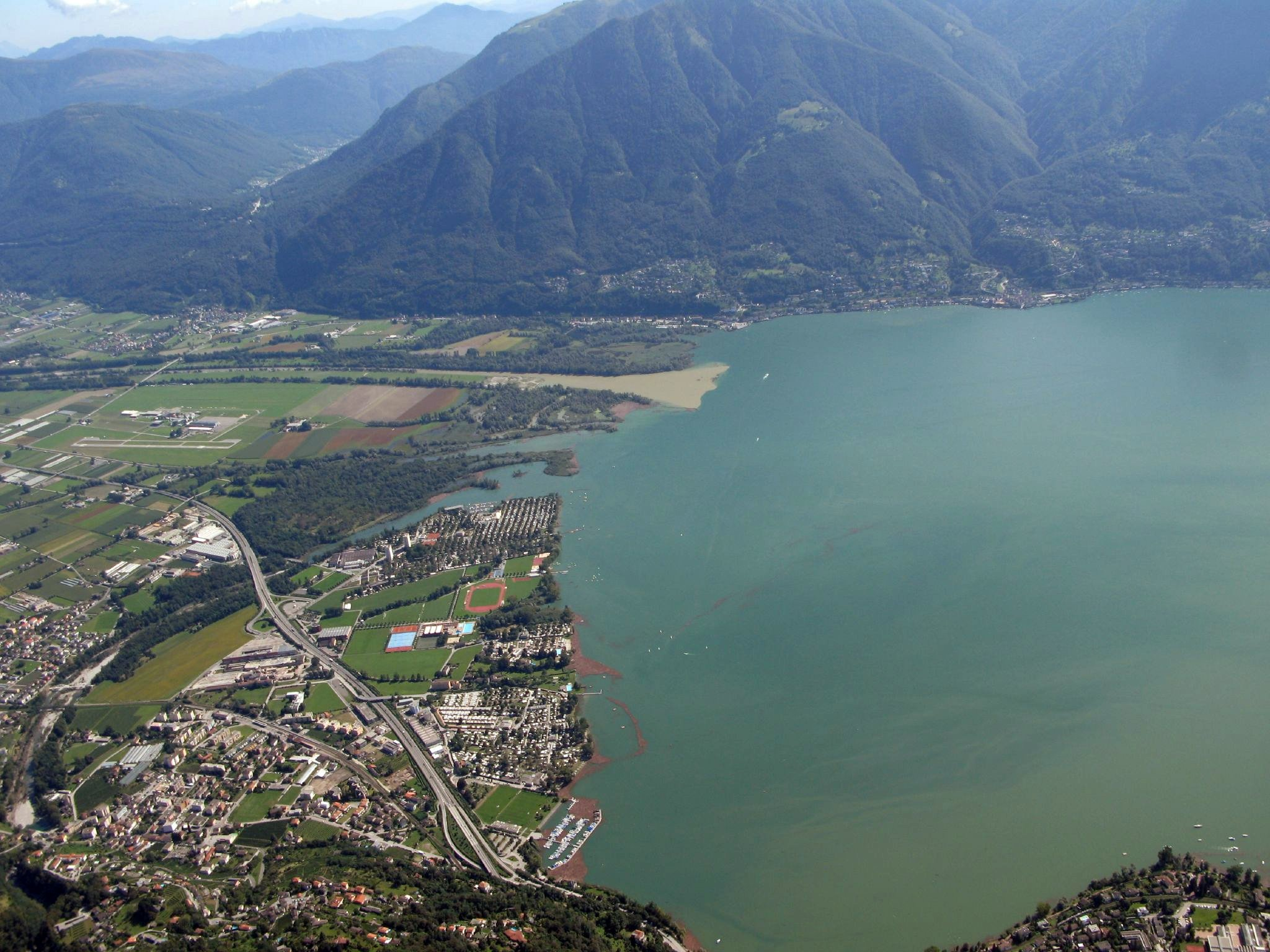

泰內羅-孔特拉（Tenero-Contra）是瑞士的城鎮，位於該國南部，由提契諾州負責管轄，面積3.69平方公里，海拔高度202米，2011年人口2,659，七成半人口信奉羅馬天主教，人口密度每平方公里721人。

## 外部連結
- Official website （页面存档备份，存于） （意大利文）

46°11′N 8°51′E / 46.18°N 8.85°E